# Mansigné
 Mansigné  es una población y comuna francesa, situada en la región de Países del Loira, departamento de Sarthe, en el distrito de La Flèche y cantón de Pontvallain.

## Demografía
| 1407 | 1302 | 1292 | 1250 | 1255 | 1355 |
| Para los censos de 1962 a 1999 la población legal corresponde a la población sin duplicidades (Fuente: INSEE [Consultar]) |      |      |      |      |      |